# Aeródromo de Verónica
El Aeródromo de Verónica es un aeropuerto ubicado 3 km al oeste de la ciudad de Verónica, Provincia de Buenos Aires, Argentina, el cual pertenece al Aeroclub Verónica, en el cual hay dos pistas, una principal de 1050 metros y una secundaria de 800 metros que se encuentra casi desuso. También es sede del Club de Aeromodelistas.